# 陸ノ町
陸ノ町（くがのちょう）は、兵庫県神戸市垂水区の町名。郵便番号は655-0026。

## 地理
垂水区南部の西垂水地区（旧西垂水村）に位置する。東は日向、北は旭が丘、南は神田町、西は天ノ下町に接する。